# Welikite Balgari
Welikite Balgari (bulgarisch Великите българи: Die größten Bulgaren) war eine Fernsehserie, die auf dem ersten Kanal des Bulgarischen Nationalen Fernsehens ausgestrahlt wurde. Es handelt sich dabei um den bulgarischen Ableger von 100 Greatest Britons, die 2002 von der BBC produziert wurde. Die erste Phase begann am 9. Juni 2006 und endete am 10. Dezember. Mit einer Show am 23. Dezember wurden die Namen der Top 100, die vom Volk gewählt wurden, verkündet. Die Top 10 wurden in alphabetischer Reihenfolge bekannt gegeben. In der zweiten Phase, die bis zum 17. Februar 2007 dauerte, bestimmten die Zuschauer die Reihenfolge in den Top 10. Während der zweiten Phase wurden jeder Persönlichkeit in den Top 10 ein Dokumentarfilm gewidmet.

## Die größten Bulgaren

### 1–10
- Wasil Lewski (1837–1873), Revolutionär und Nationalheld
- Petar Danow (1864–1944), Gründer der Universellen Weißen Bruderschaft
- Asparuch († 695), Gründer des Bulgarischen Reiches
- Simeon der Große (c. 866–927), regierte während des „Goldenen Zeitalters“ der bulgarischen Kultur
- Christo Botew (1848–1876), Dichter und Freiheitskämpfer
- Boris von Bulgarien († 907), regierte Bulgarien während der Christianisierung
- Kyrill und Method (9. Jahrhundert), entwickelten und verbreiteten die glagolitische Schrift
- Stefan Stambolow (1854–1895), erfolgreicher Ministerpräsident
- Iwan Wasow (1850–1921), „Patriarch der bulgarischen Literatur“
- Païssi von Hilandar (1722–1773), schrieb Istoriya Slavyanobolgarskaya

| - John Atanasoff - Christo Stoitschkow - Baba Wanga - Todor Schiwkow - Georgi Asparuhow - Kalojan - Krum von Bulgarien - Iwan Assen II. - Wladimir Dimitrow - Johann vom Rila-Gebirge - Azis - Iwan Kostow - Aleko Konstantinow - Wolen Siderow - Georgi Benkowski - Neno Yurukow - Slawi Trifonow - Nikola Wapzarow - Bojko Borissow - Lili Ivanova - Dan Koloff - Khan Kubrat - Tonka Obretenowa - Georgi Rakowski - Petko Wojwoda - Rajna Knjaginja - Walja Balkanska - Georgi Dimitrow - Albena Denkowa - Gena Dimitrowa | - Ewlogi und Christo Georgiewi - Atanas Burow - Kolju Fitscheto - Emil Dimitrow - Euthymios von Tarnowo - Samuil - Aleksandar Stambolijski - Georgi Parzalew - Sachari Stojanow - Nikolaj Hajtow - Kliment von Ohrid - Wesselin Topalow - Jordan Jowkow - Georgi Nikolow Deltschew - Pejo Jaworow - Rajna Kabaiwanska - Terwel - Ahmed Dogan - Hadji Dimitar - Boris III. - Neschka Robewa - Newena Kokanowa - Boris Christow - Jordan Raditschkow - Jane Sandanski - Dimitar Peschew - Elin Pelin - Wasil Aprilow - Apostol Karamitew - Georgi Parwanow | - Dimcho Debeljanow - Sachari Sograf - Panajot Wolow - Sergei Stanischew - Simeon Sakskoburggotski - Ljudmila Schiwkowa - Gebrüder Dimitar Miladinow und Konstantin Miladinow - Stefan Karadscha - Nikolai Giaurow - Stojanka Mutafowa - Dimitar Spisarewski - Ljuben Karawelow - Stefka Kostadinowa - Christo Smirnenski - Georgi Iwanow - Petar Beron - Waleri Petrow - Georgi Kalojantschew - Geo Milew - Sophronius von Wraza - Ekaterina Dafowska - Dimitar Talew - Todor Aleksandrow - Pentscho Slawejkow - Filip Kutew - Krakra - Iwet Lalowa - Panajot Chitow - Omurtag - Prof. Assen Slatarow |